# Nicolas Nikolaïevitch de Russie (1856-1929)
Ne doit pas être confondu avec son père Nicolas Nikolaïevitch de Russie (1831-1891)
Nicolas Nikolaïevitch de Russie (Nikolaï Nikolaïevitch Romanov, en russe : Николай Николаевич Романов), né le 6 novembre 1856 à Saint-Pétersbourg (Russie) et mort le 5 janvier 1929 à Antibes (France), est un grand-duc de Russie, membre de la Maison de Holstein-Gottorp-Romanov, et un général russe. De 1914 à 1915, il est commandant suprême de l'armée impériale de Russie, puis, à partir de 1915, commandant de l'armée du Caucase.

## Biographie

### Famille
Nicolas Nikolaïevitch de Russie est le fils de Nicolas Nikolaïevitch de Russie (1831-1891) et d'Alexandra Petrovna d'Oldenbourg, petit-fils du tsar Nicolas Ier, neveu du tsar Alexandre II, cousin germain du tsar Alexandre III, il est un oncle « à la mode de Bretagne » du tsar Nicolas II, son cadet de 12 ans. Il épouse, le 12 mai 1907 à Yalta, la princesse Anastasia de Monténégro dite « Stana » (1868-1935), fille de Nicolas Ier de Monténégro et de son épouse, née Milena Vukotić. Son frère Pierre épouse Militza de Monténégro, la sœur d'Anastasia. Leur mariage est heureux. Tous deux sont des chrétiens orthodoxes profondément pieux, mais avec une tendance mystique et un penchant pour l'occultisme et le spiritisme, et il fut martiniste. Le grand-duc a fait de Jeanne d'Arc son guide spirituel. Les Monténégrins, peuple slave des Balkans, s'opposaient souvent et farouchement aux Turcs ottomans. La grande-duchesse Anastasia a encouragé les tendances panslavistes du grand-duc.
Nicolas Nikolaïevitch de Russie est surnommé « Nicolacha » ou « Nicolas le Jeune » pour le différencier de son père « Nicolas l'Ancien » ou « Nicolas le Long » en raison de sa haute taille, de 2 mètres environ. Les jeunes membres de la famille Romanov le surnomment « l'oncle terrible ». Personnalité charismatique, les contemporains côtoyant ce prince lors des parades militaires ont gardé en mémoire sa silhouette de géant, sa voix forte et rauque. Le grand-duc Nicolas semble avoir possédé l'étoffe d'un tsar, montant brillamment à cheval, ses discours touchant le cœur des soldats. Mais malgré sa grande popularité auprès des soldats de l'Armée impériale, son humeur peut le conduire à de violents accès de colère ou à un état dépressif profond. D'après l'écrivain Henri Troyat, l'angoisse de recevoir une balle perdue le tenaillant, il ne s'est jamais engagé à monter en première ligne. Pourtant durant sa campagne contre les Turcs (voir infra), il s'exposa deux fois aux balles ennemies.

### Carrière militaire

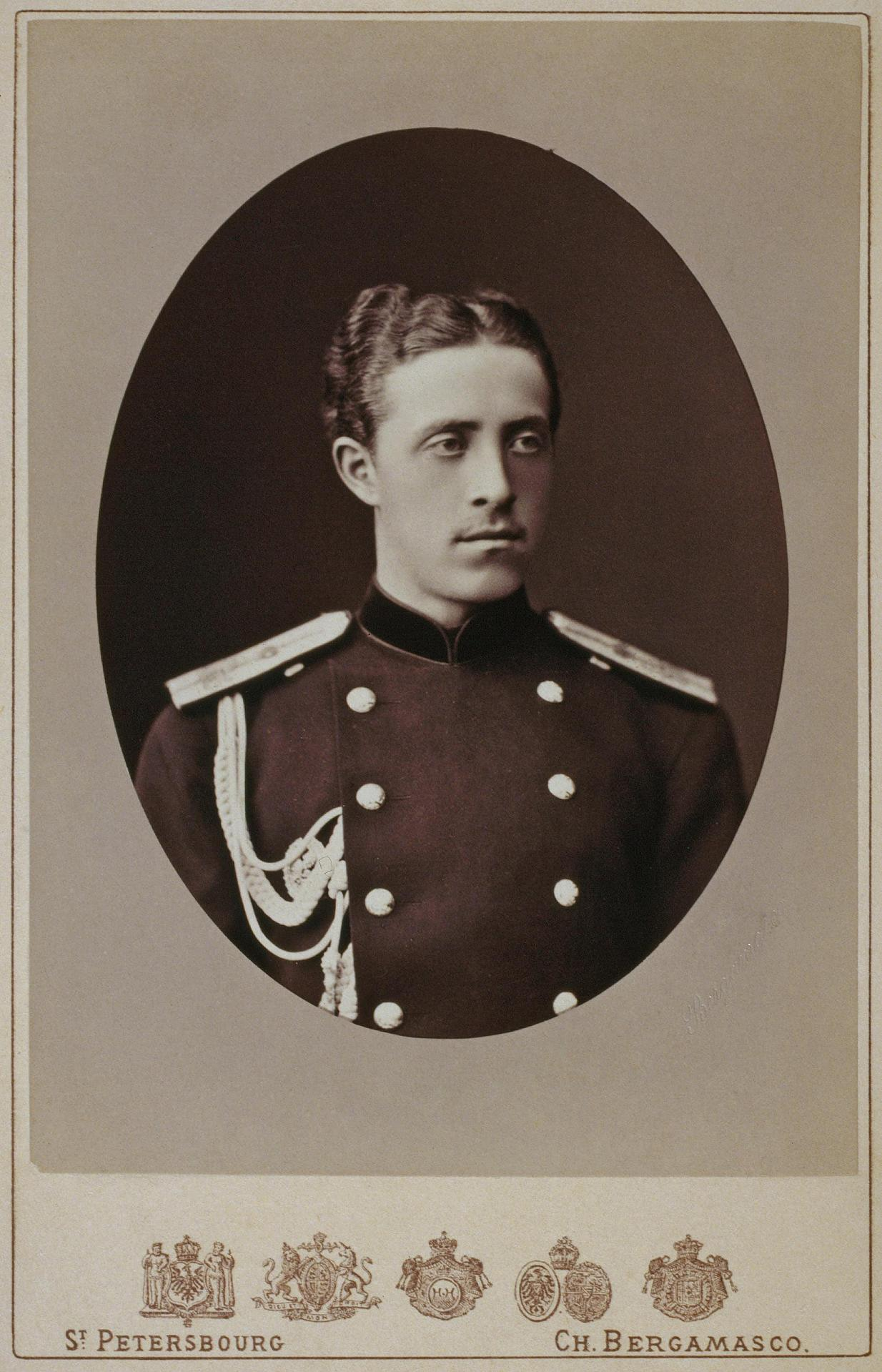
Le grand-duc Nicolas Nikolaïevitch en 1870.

Le grand-duc Nicolas fait ses études à l'Académie du génie Nicolas, école formant les ingénieurs militaires. En 1872, il est promu lieutenant et envoyé en formation dans un bataillon d'infanterie. en 1873, il est admis dans une unité de cavalerie. En 1876, il sort diplômé de l'Académie de l'État-major général, avec médaille d'argent, et son nom est alors inscrit sur une plaque de marbre à l'entrée de l'école.
Lors de la Guerre russo-turque (1877-1878), il sert sous les ordres de son père, alors commandant en chef. Il s'y distingue à deux reprises : la première, sous le commandement du général Dragomirov (1830-1905), lorsqu’il traverse à proximité de la ville de Sistova le Danube sous le feu des Turcs. Pour cet acte de bravoure, il est décoré de l’ordre de Saint-Georges (2e classe). La seconde fois, c'est sous les ordres du général Sviatopolk-Mirsky (en) (1833-1898), lorsqu'il prend part à l’attaque et à l’occupation du col de Shipka. Il reçoit une épée d'or avec l'inscription « Pour bravoure », après les combats.
Gravissant les échelons il est appelé au commandement du régiment des hussards de la garde de Sa Majesté le 6 mai 1884. Le 10 novembre 1890, il est nommé commandant de la 2e brigade de cavalerie de la Garde, le 11 décembre 1890, commandant de la 2e division de la cavalerie de la Garde. En 1905, à 49 ans, le grand-duc Nicolas reçoit le commandement des troupes de la Garde de Saint-Pétersbourg, du district militaire et devint président du conseil de défense de l'État.
Nicolas Nikolaïevitch de Russie a la réputation d'être un commandant strict mais respecté de ses troupes. Il possède surtout une expérience d'instructeur. Très pieux, il prie matin et soir, avant et après les repas.
Nicolas Nikolaïevitch de Russie appartenait au mouvement pan-slaviste mais n'était pas un nationaliste enragé.
Nommé au poste d'inspecteur général de la cavalerie en 1895, il occupe cette fonction durant dix ans, considérés comme une réussite quant aux réformes concernant la formation, les écoles de cavalerie, la cavalerie de réserve, les services de remonte. Le grand-duc n'obtint aucun commandement à la Guerre russo-japonaise (1904-1905) soit que le tsar n'ait pas voulu mettre en danger le prestige des Romanov, soit qu'il ait voulu aussi conserver à ses côtés un commandant loyal envers la couronne en cas de troubles intérieurs. De ce fait Nicolas Nicolaïevitch joua un rôle crucial au cours de la première révolution russe de 1905 : Nicolas II revendique le choix entre instaurer les réformes préconisées par Serge Witte ou imposer une dictature militaire. Le grand-duc, à l'époque, étant le seul homme capable de conserver la loyauté de l'armée envers l'empereur, Nicolas II lui proposa d'assumer le rôle de chef militaire détenant tous les pouvoirs en dessous de lui-même, mais dans une scène émouvante, le grand-duc refusa cette proposition : dégainant son revolver, il menaça de tirer lui-même si l'empereur son neveu n’entérinait pas le plan de réformes de Serge Witte. Cet acte aurait été déterminant, dans la réforme constitutionnelle que finalement Nicolas II promulgua.
L'impératrice Alexandra, qui était en faveur de l'autocratie traditionnelle, ne pardonnera jamais le geste du parent de son mari et continua à le détester tout le reste de sa vie.
De 1905 à la Première Guerre mondiale, Nicolas Nikolaïevitch de Russie était commandant en chef du district militaire de Saint-Pétersbourg. Il avait la réputation de nommer des hommes d'origine modeste aux postes demandant de l'autorité.

### Première Guerre mondiale

#### Commandement du front austro-hongrois et allemand

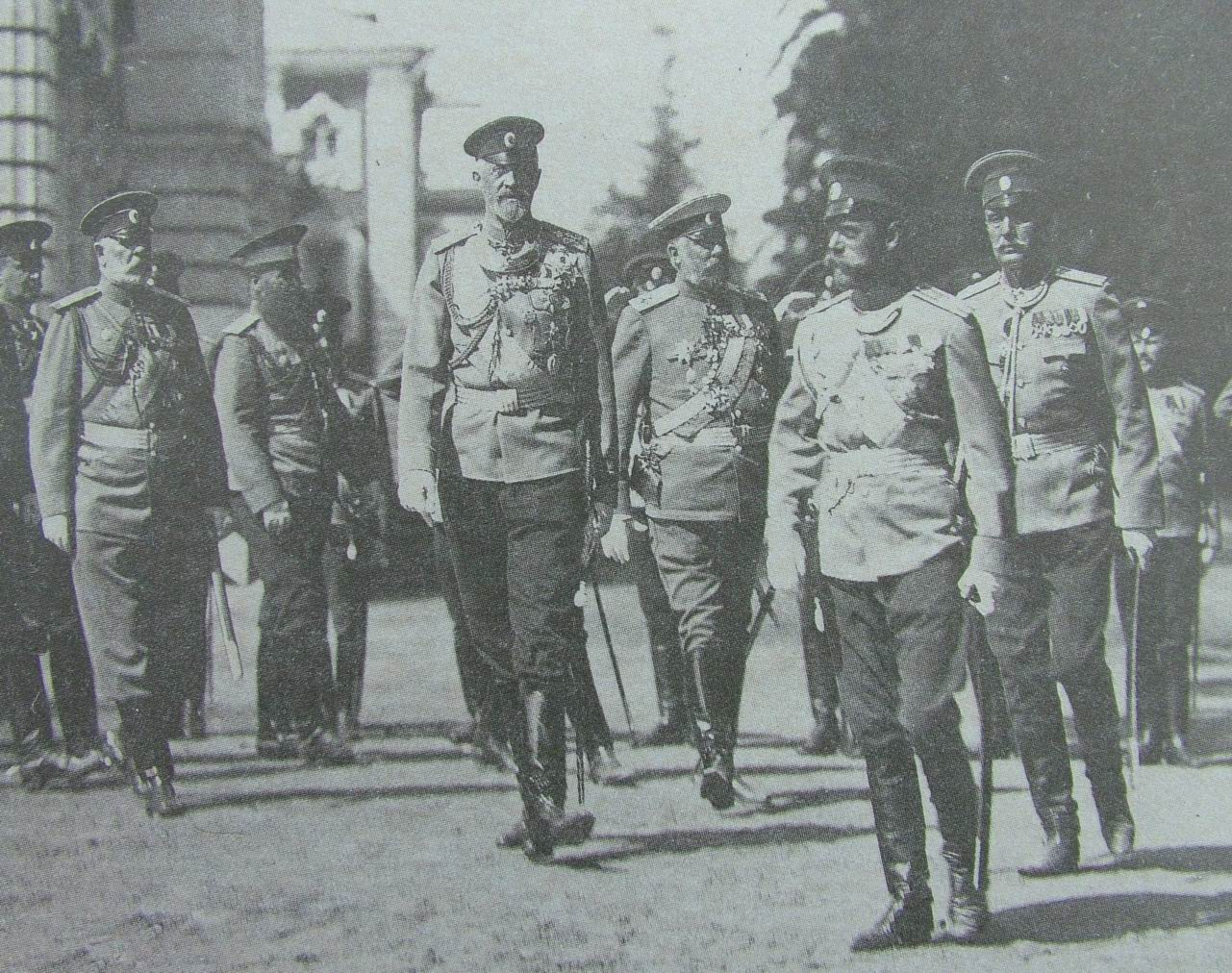
Le grand-duc Nicolas et son neveu Nicolas II, le 29 juin 1913

Nicolas Nikolaïevitch de Russie ne participe pas à la planification et aux préparatifs de la Première Guerre mondiale, car cette responsabilité échoit au général Soukhomlinov et à l'État-major. À la veille de la déclaration de la guerre, Nicolas II cède aux sollicitations de ses ministres et nomme son oncle Nicolas commandant suprême de l'armée impériale. Le grand-duc est alors âgé de cinquante-sept ans, et n'a jamais commandé de troupes sur un champ de bataille et encore moins la plus grande armée jamais engagée dans un conflit de toute l'Histoire. Chef des armées impériales, Nicolas II écoute pourtant les conseils du grand-duc, avant de le remplacer finalement du commandement des armées en 1915, sur la sollicitation de son épouse, elle-même sous influence de Raspoutine, ce qui sera catastrophique pour l'empire.
Le grand-duc a, au début du conflit, la responsabilité des engagements contre les Allemands et les Autrichiens, en Autriche-Hongrie et en Turquie, et en Allemagne. Dans l'ensemble, le haut commandement russe est incapable de relever le défi de cette grande guerre. Les différentes armées manquant de coordination dans leurs actions et de préparations, aboutissent à la catastrophe de Tannenberg (du 17 août au 2 septembre 1914) et des batailles des lacs de Mazurie (septembre 1914 à février 1915).
Les taxis parisiens ne sont pas les seuls artisans de la bataille de la Marne (6-12 septembre 1914), car le grand-duc Nicolas contribue grandement à ce succès militaire qui sauve Paris de l'invasion allemande en déclenchant une offensive sur le front oriental (août-octobre 1914) qui oblige le général allemand von Moltke à dégarnir le front occidental pour soutenir les troupes engagées contre les Russes. Cette attaque du grand-duc Nicolas permet aux troupes françaises de remporter la victoire de la Marne. Cet acte de sacrifice de l'armée russe qui avait besoin de deux mois de préparations supplémentaires avait été demandé par l'ambassadeur de France à Saint-Pétersbourg, Maurice Paléologue, afin de sauver Paris qui sans cela aurait été occupée une quatrième fois depuis la Révolution.
Les soldats russes sont mal équipés, mal entraînés, mal commandés, et dans une certaine mesure la responsabilité en incombe au commandant suprême : Nicolas Nikolaïevitch de Russie se limite à choisir les différentes idées soumises par des généraux russes nombreux, sans avoir de plan cohérent émanant de lui ou de son état-major pour assurer la victoire. Il semble avoir été plus un bureaucrate qu'un chef militaire. À son quartier-général (la Stavka) règne une atmosphère étrangement calme malgré les nombreux échecs et les millions de victimes dans les rangs de l’armée russe. Mais il faut reconnaître que l’armée russe sous le commandement de Nicolas II n’eut pas ensuite plus de succès.

### Commandement sur le front du Caucase

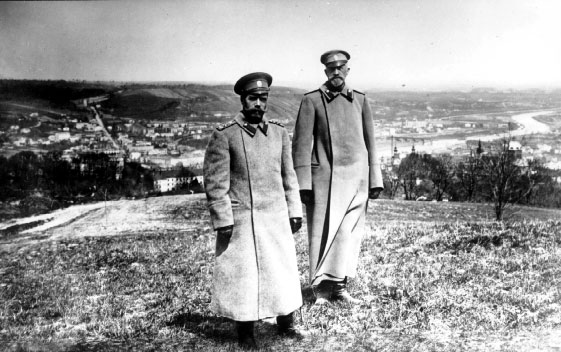
Nicolas II et le grand-duc Nicolas Nikolaïevitch

Après ces défaites, Nicolas II démet son parent Nicolas de ses fonctions de commandant suprême des armées impériales et se met lui-même à leur tête le 21 août 1915, alors qu'il n'en possède ni les aptitudes, ni la formation.
Après son renvoi, Nicolas Nikolaïevitch de Russie est nommé commandant en chef et vice-roi de la province du Caucase. Son adversaire est l'Empire ottoman. En 1916, l'armée russe se rend maîtresse de la forteresse d'Erzeroum, du port de Trébizonde et de la ville d'Erzincan. Les Turcs répondent par une grande offensive autour du lac Van, mais cette offensive se révèle peu concluante.
Le grand-duc tente de faire construire un chemin de fer afin de joindre la Russie européenne à la Géorgie pour permettre un plus grand stockage des munitions en vue d'une nouvelle offensive prévue pour 1917. Mais en mars 1917 Nicolas II est renversé et l'armée commence lentement à se désagréger.

### Le grand-duc Nicolas pressenti pour succéder à Nicolas II

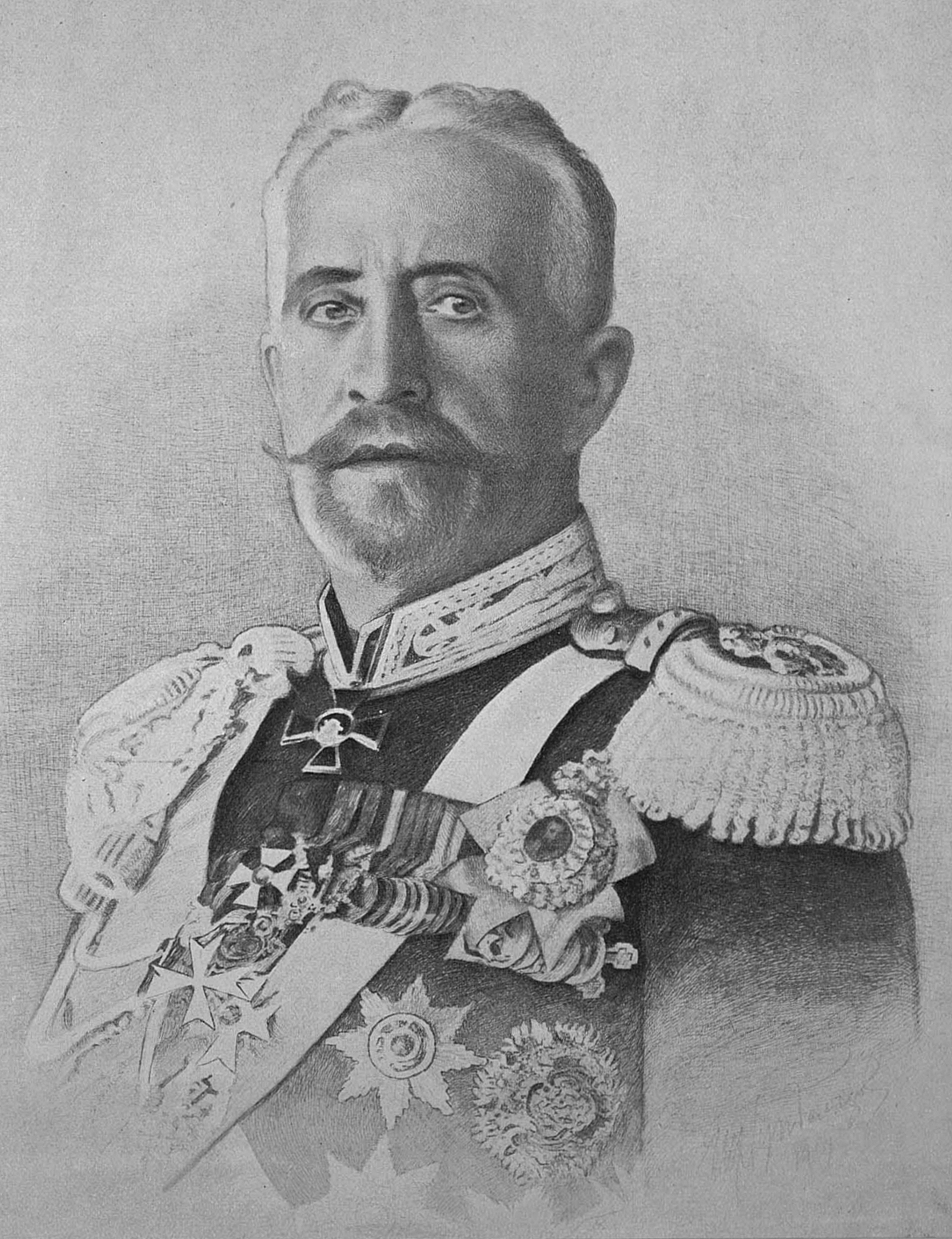
Le grand-duc Nicolas de Russie

Au début de l'année 1917 certains pressentent à Saint-Pétersbourg l'imminence du chaos. Les grands-ducs dans leurs palais, l'intelligensia dans ses appartements fomentent mille plans pour renverser Nicolas II et le remplacer. Certains noms sont prononcés, celui du grand-duc Nicolas Nikolaïevitch vice-roi du Caucase, revient souvent. Avant la Première Guerre mondiale, sa popularité a déjà franchi les frontières de Russie, notamment en France où il jouit d'une excellente réputation. Le grand-duc a gagné l'estime de fervents républicains à l'occasion des grandes manœuvres militaires franco-russes. Ainsi, Viviani, Clemenceau ou Millerand respectent-ils sa personnalité. Cette sympathie largement accordée au grand-duc aux yeux des hommes politiques français est devenue indiscutable après le sacrifice des meilleurs régiments de l'Empire russe à la bataille de Tannenberg le 2 septembre 1914 qui évite la prise de Paris par les troupes allemandes, sacrifice aujourd'hui oublié en France comme en Russie à l'instar de la stratégie du grand-duc et de la volonté de Nicolas II de respecter son alliance avec la Grande-Bretagne et la France.
À l'époque du commandement de Nicolas dans le Caucase, seize des grands-ducs complotant le renversement du tsar délèguent un envoyé auprès du grand-duc. Ce dernier négocie directement avec certains députés de la Douma mêlés au complot. Le prince Lvov siégeant alors à la Douma est chargé par certains conjurés de demander au grand-duc d'accepter le trône. Après une courte réflexion, il repousse cette offre, restant ainsi fidèle au serment qu'il a prononcé quelques années plus tôt devant l'empereur.

### Raspoutine

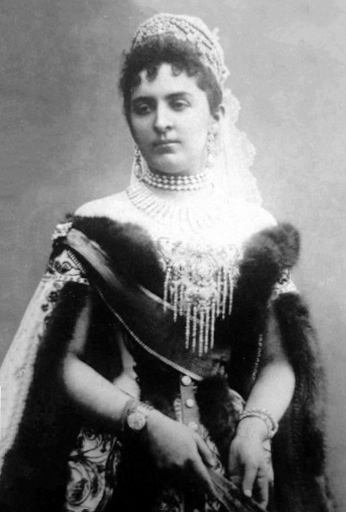
La grande-duchesse Anastasia, épouse du grand-duc Nicolas

Le grand-duc Nicolas et son frère, le grand-duc Pierre Nikolaïevitch, sont au début plus ou moins favorables à Raspoutine mais leur hostilité ne fait que croître à partir de 1911, lorsque Stolypine est renvoyé. Le grand-duc a en effet compris que l’influence du staretz auprès du couple impérial est catastrophique et fait courir de graves dangers à la monarchie et l’Empire russe. Dès lors une lutte sans merci s’engage entre l’oncle, d'une part, l’empereur et le paysan de Tobolsk de l'autre : Raspoutine, surnommé « l'Ami », dans la correspondance du couple impérial, sait capter toute l'attention du tsar mais surtout celle d'Alexandra Fiodorovna, rendant de ce fait la lutte entre les deux hommes inégale.
La haine entre le grand-duc et Raspoutine a pris naissance le jour où le staretz, sûr du soutien de l'impératrice, déclara au grand-duc : « Je viendrai te voir sur le front pour inspecter » ; le grand-duc lui rétorque aussitôt : « Viens et je te ferai pendre » Alexandra Fiodorovna déteste le grand-duc et ne lui pardonnait pas son mariage avec son ancienne amie, Anastasia de Monténégro, qui avait divorcé de Georges Maximilianovitch, duc de Leuchtenberg, pour épouser le grand-duc.
Le staretz et l'impératrice s'accordent pour éliminer celui qui, à leurs yeux, par son influence à la Cour, sapait l'autorité du tsar auprès de son peuple. L'influence grandissante du grand-duc à la Cour et au sein des armées fait craindre le pire à l'impératrice. Tous les prétextes sont bons à Alexandra Fiodorovna, aidée en cela par les conseils « avisés » de Raspoutine, pour faire baisser le prestige de Nicolas Nikolaïevtich. Dans ses lettres et télégrammes adressés à son époux, Alexandra Fiodorovna persuade son époux de se méfier du grand-duc ; le 10 juin 1915, elle adresse cette lettre à Nicolas II : « Combien je souhaiterais que Nikolacha soit différent et ne se dresse pas contre l'homme qui nous a été envoyé par Dieu ». Lettre du 12 juin 1915 : « Je m'effraie des nominations faites par Nikolacha. Il est loin d'être intelligent, il est têtu et ce sont d'autres gens qui le guident... D'ailleurs n'est-il pas un adversaire de notre Ami ? ». Raspoutine et Alexandra Fiodorovna parviennent à persuader le tsar de l'incompétence du grand-duc. Malgré la réprobation de certains ministres, le souverain le démet de son poste de commandant suprême des forces armées terrestres et navales.

### Révolution russe
Lorsque la révolution éclate, Nicolas II nomme Nicolas Nikolaïevitch alors commandant en chef suprême dans le Caucase, mais il est trop tard. Le grand-duc est envoyé au quartier général de Moguilev ; vingt-quatre heures après son arrivée le nouveau Premier ministre, le prince Lvov, annule le rendez-vous. 

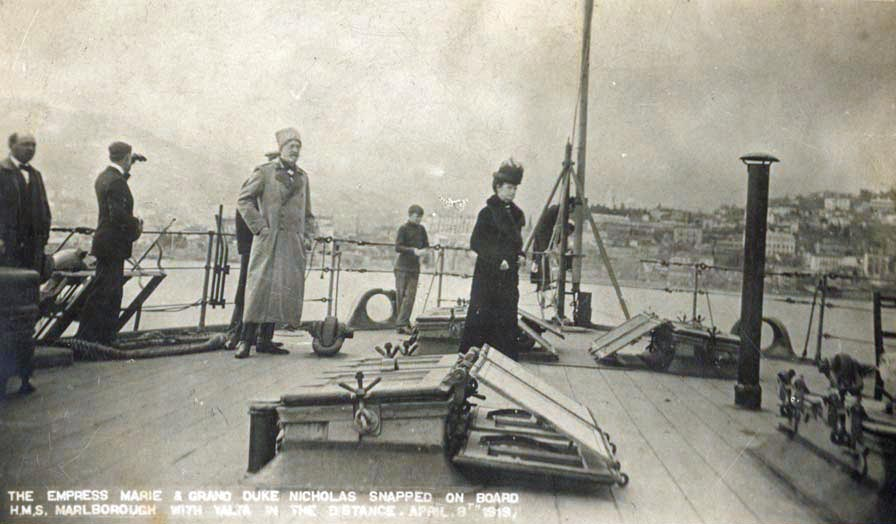
Le grand-duc et son épouse Anastasia à bord du, s'échappant de la Crimée, 8 avril 1919.

Nicolas Nikolaïevitch de Russie passe les années 1918 et 1919 en Crimée en résidence surveillée et participe peu à la vie politique. Le grand-duc et son épouse échappent de justesse à l'Armée rouge, en avril 1919, ils quittent la Russie à bord du cuirassé HMS Marlborough envoyé sur ordre de George V pour rapatrier sa tante l'impératrice douairière Marie Feodorovna. Deux mois plus tard, l'Armée rouge se rend maîtresse de la région.

## Exil
Après un séjour à Gênes comme hôte du roi Victor-Emmanuel III son beau-frère, Nicolas Nikolaïevitch de Russie et son épouse s’installent dans une maison de campagne à Santeny (Val-de-Marne), au château de Choigny, à vingt kilomètres de Paris. Le grand-duc est constamment gardé par la police secrète française et un petit nombre de cosaques. Le grand-duc devient une figure de l’anti-soviétisme, résistant monarchiste et chef militaire de l’Union russe aux côtés du général Wrangel. Le 16 novembre 1924, il rejoint l’organisation des militaires russes en exil, l’Union militaire russe. Des plans sont dressés pour permettre l’envoi d’agents en Russie soviétique. L'une des priorités de la police secrète soviétique a été l’envoi d’agents pour infiltrer l’organisation monarchiste et enlever le grand-duc. La Gépéou réussit à infiltrer le réseau monarchiste russe (Opération Trust), et utilise comme leurre l’espion anglais anti-bolchévique Sidney Reilly connu dans le milieu de l’espionnage sous le nom de « l’As de pique » (1874-1925). En juin 1927, les monarchistes russes sont en mesure de faire exploser à l’aide d’une bombe la prison de la Loubianka à Moscou, où Sidney Reilly a été interrogé, torturé et exécuté.
Le grand-duc prend le nom de Borissov pour ses déplacements privés et c’est sous ce nom qu’il acquiert avec son épouse Anastasia la villa Thénard à Antibes où son frère cadet, le grand-duc Pierre, et son épouse la grande-duchesse Militza (sœur d’Anastasia) partagent leur existence. Il est à noter que le grand-duc est considéré par une partie de l’émigration russe comme le prétendant au trône de Russie.

## Décès et inhumation

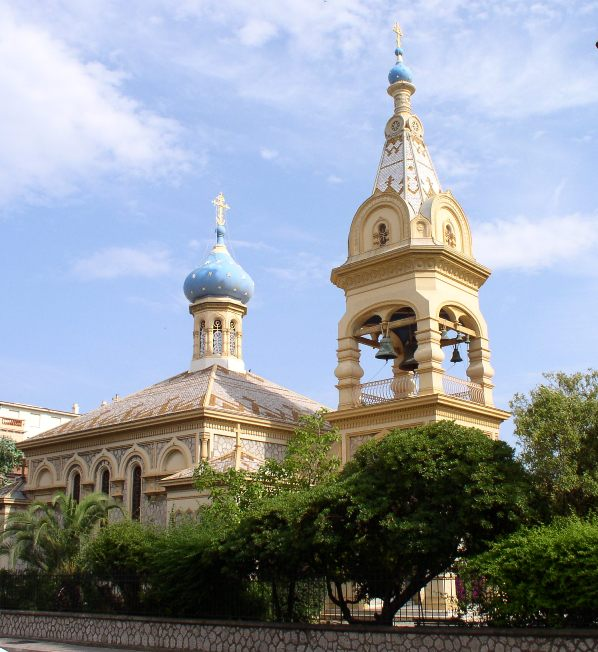
L'église orthodoxe Saint-Michel-Archange de Cannes.

Nicolas Nikolaïevitch de Russie meurt le 5 janvier 1929 dans sa villa d’Antibes, où il est venu passer l’hiver. En présence de hauts dignitaires français, les funérailles du grand-duc sont célébrées en l’église Saint-Michel-Archange de Cannes. Sa veuve lui survivant pendant six ans est inhumée à ses côtés.
Le 24 avril 2015, les restes du grand-duc Nicolas Nikolaïevitch et de son épouse sont exhumés et trois jours plus tard, une cérémonie officielle se tient dans l'église des Invalides à Paris. Enfin le 30 avril, les corps sont rapatriés vers la Russie, pour être enterrés à Moscou dans la chapelle de la Transfiguration, au parc mémorial de la Première Guerre mondiale.

## Distinctions

### Russie
- 1878 : ordre de Saint-Georges (4e classe)
- 9 mars 1915 : ordre de Saint-Georges (2e classe)
- Ordre de Saint-André
- Ordre de Saint-Alexandre Nevski
- Ordre de l'Aigle Blanc
- Ordre de Sainte Anne  (1re classe)
- Ordre de Saint-Stanislas  (1re classe)

### France
- Grand-croix de la Légion d'honneur, 20 décembre 1896[12]
- Médaille militaire, 14 janvier 1915[13]

## Commandement

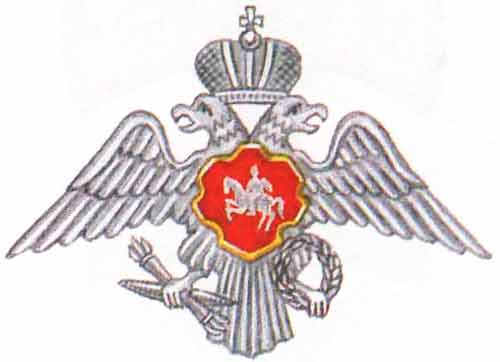
Insigne régimentaire du régiment de la Garde lituanienne

- Bataillon du régiment de la Garde lituanienne ;
- 56e régiment d'infanterie de Jitomir (Régiment de Son Altesse Impériale le grand-duc Nicolas Nikolaïevitch de Russie (1877) ;
- régiment des Hussards de la Garde Impériale;
- 16e régiment de hussards d'Irkoutsk (30 juillet 1912) ;
- 3e régiment de fusiliers de la Garde ;
- Bataillon du 4e régiment d'infanterie de la famille impériale.

## Membre
- Membre honoraire de l'Académie du Génie Nicolas;
- Membre honoraire de l'Académie militaire impériale Nicolas;
- Officier honoraire du régiment des Cosaques de la Garde Impériale (1913);
- Membre de la Société impériale de l'Histoire de l'armée russe;
- Membre de l'ordre maçonnique martiniste (1909).

## Généalogie
Le grand-duc Nicolas de Russie appartient à la seconde branche issue de la première lignée de la Maison d'Oldenbourg-Russie (Maison de Holstein-Gottorp-Romanov), elle-même issue de la première branche de la Maison de Holstein-Gottorp. Ces trois branches sont toutes issues de la première branche de la Maison d'Oldenbourg. Il appartient à la branche des Nikolaïevitch. Il est le grand-oncle de l'actuel chef, selon une partie de l'émigration, de la Maison impériale de Russie, le prince Nicolas Romanovitch de Russie.